# MR-UR-100 Sotka
MR-UR-100 Sotka (SS-17 Spanker) , a fost prima rachetă balistică intercontinentală care a intrat în serviciu în URSS cu capete de luptă multiple MIRV, 1978. 